# Superga

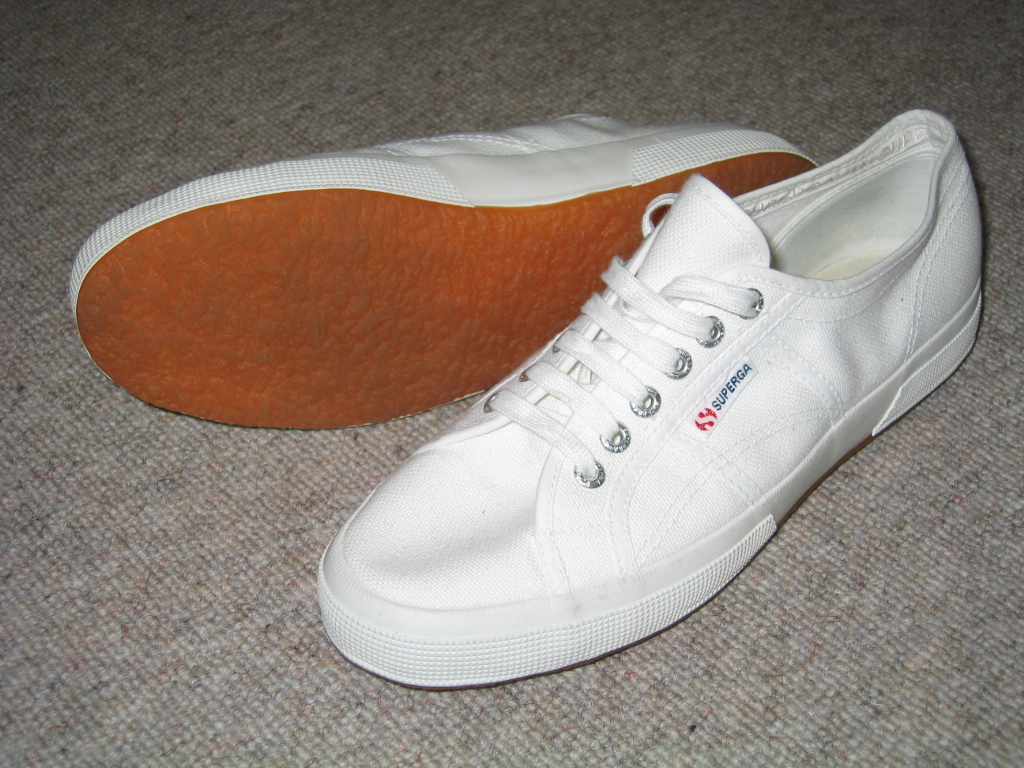
2750經典鞋款

Superga 為創立於 1911 年的百年義大利國民鞋品牌，為BasicNet S.p.A.（BIT: BAN）的附屬公司。原先以製造網球鞋聞名，其中包括經典款 Classic 2750 及其他款式。

## 品牌歷史

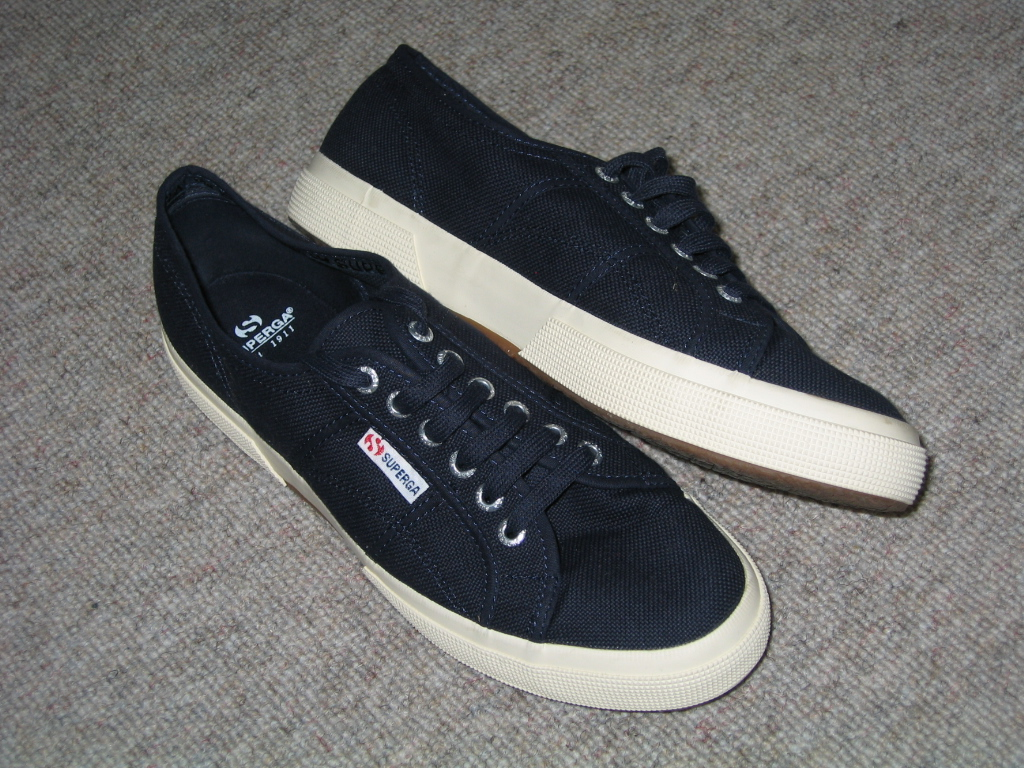
蓝色款Superga鞋

Superga 誕生於 1911 年的義大利杜林，創始人為 Walter Martiny，當時橡膠鞋底為商品主要特色。1925 年，發明經典款 Classic 2750-- 即所謂的硫化膠底鞋。自 1934 年起，品牌開始研發其他新系列鞋款，供專業運動及日常生活穿著使用。
二次大戰後，Superga 重建工廠生產線，投入開發高品質的鞋履製造。1951 年，原公司被併入 Pirelli 旗下，大量生產網球鞋。
70 年代，2750 鞋款銷售持續成長，品牌於是加入運動商品的開發並研發新科技；80 年代，開始著手開發服飾系列商品。西元 2011 年，Steve Madden 公司獲得北美地區的銷售、行銷、及代理權。不久之後， Mary-Kate Olsen 和 Ashley Olsen 歐爾森姐妹，加入 Superga 美國團隊擔任創意總監，並於 2012 年發表與自創品牌 The Row 的聯名新作，同時，Superga 紐約門市正式開幕。。

## 鞋款
現今，Superga 每季提供不同性別、年齡客層豐富的產品線 -- 包括多種顏色、材質、印刷等商品，除了經典硫化膠底與運動商品線 --Classic Cotu 2750 款式 -- 之外，新系列包括皮鞋類與橡膠雨靴。

## 販售通路
Superga 目前擁有美國、歐洲與南非的專賣門市。涵蓋通路包括高級百貨公司、授權專營門市、購物網站等，並於 2011 年 6 月，在英國倫敦科芬園開設全球第一家 Superga 門市 ；2012 年 5 月於美國蘇活區開設第二家 Superga 門市。